# Nikita Tankov
Nikita Vyacheslavovich Tankov (tiếng Nga: Никита Вячеславович Танков; sinh ngày 29 tháng 7 năm 1996) là một cầu thủ bóng đá người Nga thi đấu cho SFC CRFSO Smolensk.

## Sự nghiệp câu lạc bộ
Anh có màn ra mắt tại Giải bóng đá chuyên nghiệp quốc gia Nga cho SFC CRFSO Smolensk vào ngày 17 tháng 9 năm 2016 trong trận đấu với F.K. Torpedo Vladimir.